# Primarna boja
Set primarnih boja je set bojila ili svetla u boji koja se mogu kombinovati u različitim količinama da bi se proizvela skala boja. Ovo je osnovna metoda koja se koristi u aplikacijama koje su namenjene izazivanju percepcije različitih setova boja, npr. elektronski displeji, štampa u boji i slike. Percepcije povezane sa datom kombinacijom primarnih boja predviđaju se primenom odgovarajućeg modela mešanja (aditiv, suptraktiv, aditivno usrednjavanje, itd.) koji otelotvoruju osnovne fizike interakcije svetlosti sa medijima i ultimativno sa mrežnjačom.
Primarne boje mogu biti konceptualne (ne nužno stvarne boje), bilo kao aditivni matematički elementi prostora boja ili kao nesvodive fenomenološke kategorije u domenima kao što su psihologija i filozofija. Primari za prostor boja precizno su definisani i empirijski su ukorenjeni u psihofizičkim eksperimentima za podudaranje boja koji su osnova za razumevanje vida u boji. Primari nekih prostora boja su kompletni (to jest, sve vidljive boje su opisane u smislu ponderisanih suma sa nenegativnim ponderima), ali nužno i imaginarni (to jest, ne postoji verodostojan način da se te primarne boje mogu fizički predstaviti, ili percipirati). Fenomenološki prikazi primarnih boja, kao što su psihološki primari, korišćeni su kao konceptualna osnova za praktične primene boja, iako sami po sebi nisu kvantitativni opis.
Skupovi primarnih boja u prostoru boja su generalno donekle proizvoljni, u smislu da ne postoji nijedan skup primarnih boja koji bi se mogli smatrati kanonskim skupom. Primarni pigmenti ili izvori svetlosti biraju se za određenu primenu na osnovu subjektivnih preferencija kao i praktičnih faktora kao što su cena, stabilnost, raspoloživost itd.
Materijali za osnovno umetničko obrazovanje, rečnici, i elektronski pretraživači često primarne boje efikasno definišu kao konceptualne boje koje se mogu koristiti za mešanje „svih“ ostalih boja i često idu dalje i sugerišu da ove konceptualne boje odgovaraju određenim nijansama i preciznim talasnim dužinama. Takvi izvori ne predstavljaju koherentnu, doslednu definiciju primarnih boja, jer stvarni početnici ne mogu biti potpuni.

## Aditivno mešanje svetla
Percepcija koju izaziva više izvora svetlosti koji istovremeno stimulišu isto područje mrežnjače je aditivna, tj. predviđa se sumiranjem raspodele spektralne snage ili vrednosti tri stimulusa pojedinačnih izvora svetlosti (pod pretpostavkom konteksta podudaranja boja). Na primer, ljubičasti reflektor na tamnoj pozadini mogao bi se podudarati sa istovremenim plavim i crvenim reflektorima, oba od kojih su slabiji od ljubičastog reflektora. Ako se intenzitet ljubičastog reflektora udvostruči, to bi se moglo podudarati sa udvostručavanjem intenziteta crvenog i plavog reflektora koji emuliraju originalnu ljubičastu boju. Principi aditivnog mešanja boja oličeni su u Grasmanovim zakonima.
Aditivno mešanje koinsidentnih snopova svetlosti primenjeno je u eksperimentima koji su korišćeni za dobijanje prostora boja CIE 1931. Originalne monohromatske primarne boje imaju talasne dužine od 435,8 nm (ljubičasta), 546,1 nm (zelena) i 700 nm (crvena). One su korištene u ovoj aplikaciji zbog pogodnosti koje pružaju pri eksperimentalnom radu.
Crvena, zelena i plava svetlost su popularne primarne boje za mešanje aditivnih boja, jer primarna svetla s tim nijansama pružaju veliku lepezu hromatskih tonova. Mali crveni, zeleni i plavi elementi na elektronskim displejima aditivno se mešaju pri gledanju sa odgovarajuće udaljenosti da bi sintetizovali upečatljive slike u boji.
Egzaktne boje odabrane za aditivne primarne sastojke predstavljaju tehnološki kompromis između dostupnih fosfora (uključujući razmatranja kao što su trošak i potrošnja energije) i potrebe za velikom hromatskom skalom. Tipični su početni podaci ITU-R BT.709-5/sRGB.
Važno je napomenuti da mešanje aditiva pruža vrlo loše predviđanja percepcije boje izvan konteksta podudaranja boja. Dobro poznate demonstracije poput haljine i drugih primera pokazuju kako sam model mešanja aditiva nije dovoljan za predviđanje percipirane boje u mnogim slučajevima stvarnih slika. Generalno, ne mogu se u potpunosti predvideti sve moguće opažene boje iz kombinacija primarnih svetla u kontekstu slika iz stvarnog sveta i uslova gledanja. Navedeni primeri ukazuju na to koliko takva predviđanja mogu biti izuzetno loša.

## Subtraktivno mešanje slojeva mastila
Subtraktivni model mešanja boja predviđa rezultujuću spektralnu snagu raspodele svetlosti filtrirane kroz prekrivene delimično upijajuće materijale na reflektujućoj ili providnoj površini. Svaki sloj delimično apsorbuje neke talasne dužine svetlosti iz spektra osvetljenja, dok druge propušta, što rezultira obojenim izgledom. Rezultujuća raspodela spektralne snage predviđa se sekvencijalnim uzimanjem proizvoda raspodele spektralne snage upadne svetlosti i propusnosti na svakom filteru. Preklapajući slojevi mastila u štampi se supstraktivno mešaju preko reflektujućeg belog papira na taj način da bi se stvorile fotorealistične slike u boji. Tipičan broj mastila u takvom procesu štampe kreće se od 3 do 6 (npr. CMYK postupak, Pantonski heksahrom). Generalno, korišćenje manjeg broja mastila kao primara rezultira ekonomičnijim štampanjem, dok upotreba više može da rezultira boljom reprodukcijom boja.
Cijan, magenta i žuta su dobri supstraktivni početni slojevi u kojima idealizovani filtri sa tim nijansama mogu da se prekriju kako bi se postigla najveća lepeza hromatičnosti odbijene svetlosti. Dodatna ključna mastila (skraćenica za ključne štamparske ploče koja unose umetničke detalje na slike, obično crne boje) takođe se obično koriste, jer je teško pomešati dovoljno tamne crne mastile koristeći ostala tri mastila. Pre nego što su nazivi boja cijan i magenta bili u uobičajenoj upotrebi, ovi primarni slojevi često su bili poznati kao plava, odnosno crvena, a njihova tačna boja se vremenom menjala da dostupnošću novih pigmenata i tehnologija.

## Literatura
- Nyholm, Arvid (1914). „Anders Zorn: The Artist and the Man”. Fine Arts Journal. 31 (4): 469—481. JSTOR 25587278. doi:10.2307/25587278.
- Rood, Ogden (1973). Modern chromatics; students' text-book of color, with applications to art and industry. (PDF). New York: Van Nostrand Reinhold Co. стр. 108. ISBN 0442270283.
- Gurney. „The Zorn Palette”. Gurney Journey. Приступљено 27. 9. 2016.
- Kubelka, Paul; Munk, Franz (1931). „An article on optics of paint layers” (PDF). Z. Tech. Phys. 12: 593—601.
- Stockman, Andrew; Sharpe, Lindsay T. (2006). „Physiologically-based colour matching functions” (PDF). Proceedings of the ISCC/CIE Expert Symposium '06: 75 Years of the CIE Standard Colorimetric Observer: 13—20.
- Best, Janet (2017). Colour Design: Theories and Applications. стр. 9. ISBN 978-0-08-101889-7.
- Jordan, G.; Deeb, S. S.; Bosten, J. M.; Mollon, J. D. (20. 7. 2010). „The dimensionality of color vision in carriers of anomalous trichromacy”. Journal of Vision. 10 (8): 12. PMID 20884587. doi:10.1167/10.8.12 .
- Morrison, Jessica (23. 1. 2014). „Mantis shrimp's super colour vision debunked”. Nature. S2CID 191386729. doi:10.1038/nature.2014.14578.
- Conway, Bevil R. (12. 5. 2009). „Color Vision, Cones, and Color-Coding in the Cortex”. The Neuroscientist. 15 (3): 274—290. PMID 19436076. S2CID 9873100. doi:10.1177/1073858408331369.
- MacLeod, Donald (21. 5. 2010).  Cohen, Jonathan; Matthen, Mohan, ур. Color Ontology and Color Science (на језику: енглески). MIT Press. стр. 159-162. ISBN 978-0-262-01385-7.
- Maffi, C.L.; Hardin Luisa (1997). Color categories in thought and language (1. publ. изд.). Cambridge: Cambridge University Press. стр. 163—192. ISBN 978-0-521-49800-5.
- MacEvoy, Bruce. „handprint : the geometry of color perception”. www.handprint.com. Приступљено 7. 2. 2019.
- Taylor, Ashley P. „Newton's Color Theory, ca. 1665”. The Scientist Magazine® (на језику: енглески). Архивирано из оригинала 05. 05. 2019. г. Приступљено 7. 2. 2019.
- Edward Albert Sharpey-Schäfer (1900). Text-book of physiology. 2. Y. J. Pentland. стр. 1107.
- Alfred Daniell (1904). A text book of the principles of physics. Macmillan and Co. стр. 575.
- Gage, John. Color and Culture: Practice and Meaning from Antiquity to Abstraction (на језику: енглески). University of California Press. стр. 29—38. ISBN 978-0-520-22225-0.
- „32”. Pliny the Elder, The Natural History, BOOK XXXV. AN ACCOUNT OF PAINTINGS AND COLOURS.
- Boyle, Robert. Experiments and Considerations touching Colours. стр. 220.
- Briggs, David. „The Dimensions of Colour, primary colours”. www.huevaluechroma.com.
- Bardwell, Thomas; Richardson, Samuel; Millar, Andrew; Dodsley, Robert; Dodsley, James; Rivington, John; Rivington, James; Vivarès, François. The practice of painting and perspective made easy : in which is contained, the art of painting in oil, with the method of colouring ... and a new, short, and familiar account of the art of perspective, illustrated with copper-plates, engraved by Mr. Vivares. London : Printed by S. Richardson, for the author, and sold by him ... and by A. Millar ... R. and J. Dodsley ..., and J. and J. Rivington ...

## Spoljašnje veze
- MacEvoy, Bruce. „Mixing Green”. Handprint. Приступљено 24. 10. 2017.
- Bruce, MacEvoy. „The Artists' "Primaries"”. Handprint. Приступљено 24. 10. 2017.